# George Fisher (attore 1891)
George Fisher (Republic, 10 agosto 1891 – Sawtelle, 13 agosto 1960) è stato un attore statunitense del cinema muto. È apparso in 72 film tra il 1911 e il 1929. Il suo ruolo in Civilization di Thomas H. Ince è la prima interpretazione di Gesù sullo schermo.

## Biografia
L'esordio cinematografico di George Fisher fu nel 1911 in The Colleen Bawn, un film che venne girato dalla Kalem in Irlanda.

## Filmografia
La filmografia, secondo IMDb, è completa. Quando manca il nome del regista, questo non viene riportato nei titoli
- The Colleen Bawn, regia di Sidney Olcott - cortometraggio (1911)
- The Way of a Mother, regia di Charles Giblyn (1913)
- The Battle of Gettysburg, regia di Charles Giblyn e Thomas H. Ince (1913)
- The Courtship of O San, regia di Charles Miller - cortometraggio (1914)
- Mother Hulda, regia di Raymond B. West - cortometraggio (1915)
- College Days, regia di Scott Sidney - cortometraggio (1915)
- Winning Back, regia di Reginald Barker (1915)
- The Roughneck, regia di William S. Hart e Clifford Smith (1915)
- The Artist's Model, regia di Richard V. Spencer (1915)
- The Man from Nowhere, regia di William S. Hart (1915)
- Oro che incatena (Rumpelstiltskin), regia di Raymond B. West (1915)
- The Affiancéd Wife (1915)
- Her Easter Hat, regia di Jay Hunt (1915)
- The Darkening Trail, regia di William S. Hart (1915)
- Hearts and Swords, regia di Jay Hunt - cortometraggio (1915)
- The Tide of Fortune, regia di Jay Hunt (1915)
- The Man Who Went Out, regia di Jay Hunt (1915)
- The Play of the Season, regia di Tom Chatterton (1915])
- When the Tide Came In, regia di Tom Chatterton (1915)
- Lovers and Lunatics, regia di Horace Davey - cortometraggio (1916)
- The Three Musketeers o D'Artagnan, regia di Charles Swickard (1916)
- Civilization, regia di Thomas H. Ince (1916)
- Home, regia di Raymond B. West (1916)
- Honor Thy Name, regia di Charles Giblyn (1916)
- Shell 43, regia di Reginald Barker (1916)
- The Thoroughbred, regia di Reginald Barker (1916)
- Somewhere in France, regia di Charles Giblyn (1916)
- Three of Many, regia di Reginald Barker (1916)
- L'ammutinamento dell'Elsinore (The Sea Master), regia di Edward Sloman (1917)
- The Wax Model, regia di E. Mason Hopper (1917)
- The Promise, regia di Jay Hunt (1917)
- The Gentle Intruder, regia di James Kirkwood (1917)
- The Spirit of Romance, regia di E. Mason Hopper (1917)
- Environment, regia di James Kirkwood (1917)
- Annie-for-Spite, regia di James Kirkwood (1917)
- Periwinkle, regia di James Kirkwood (1917)
- Pride and the Man, regia di Edward Sloman (1917)
- The Rainbow Girl, regia di Rollin S. Sturgeon (1917)
- The Sea Master, regia di Edward Sloman (1917)
- Alimony, regia di Emmett J. Flynn  (1917)
- And a Still Small Voice, regia di Bertram Bracken (1918)
- Within the Cup, regia di Raymond B. West (1918)
- Blue Blood, regia di Eliot Howe (1918)
- A Little Sister of Everybody, regia di Robert Thornby (1918)
- Maid o' the Storm, regia di Raymond B. West (1918)
- Fires of Youth, regia di Rupert Julian (1918)
- Mrs. Leffingwell's Boots, regia di Walter Edwards (1918)
- Luck and Pluck, regia di Edward Dillon (1919)
- Hearts Asleep, regia di Howard C. Hickman (1919)
- Gates of Brass, regia di Ernest C. Warde (1919)
- Rose o' the River, regia di Robert Thornby (1919)
- Il principe di Avenue A (The Prince of Avenue A), regia di John Ford (1920)
- The Yellow Typhoon, regia di Edward José (1920)
- The Woman in His House, regia di John M. Stahl (1920)
- The Devil to Pay, regia di Ernest C. Warde (1920)
- The Heart of a Woman, regia di Jack Pratt (1920)
- The Land of Jazz, regia di Jules Furthman (1920)
- Bare Knuckles, regia di James P. Hogan (1921)
- Colorado Pluck, regia di Jules Furthman (1921)
- Beach of Dreams, regia di William Parke (1921)
- Hearts of Youth, regia di Tom Miranda e Millard Webb (1921)
- Moonlight Follies, regia di King Baggot (1921)
- A colpo sicuro (Sure Fire) , regia di John Ford (1921)
- A Parisian Scandal, regia di George L. Cox (1921)
- Domestic Relations, regia di Chester Withey (1922)
- Trail of the Axe, regia di Ernest C. Warde (1922)
- Don't Shoot, regia di Jack Conway (1922)
- Divorce, regia di Chester Bennett (1923)
- Excitement, regia di Robert F. Hill (1924)
- The Bowery Bishop, regia di Colin Campbell (1924)
- Justice of the Far North, regia di Norman Dawn (1925)
- After Marriage, regia di Norman Dawn (1925)
- Black Hills, regia di Norman Dawn (1929)
- For the Term of His Natural Life, regia di Norman Dawn (1929)